# Нейрокогнитивные изменения
Нейрокогнитивные изменения (НИЗ), также известные как когнитивные расстройства (КР) — категория  психических расстройств, которые в первую очередь влияют на когнитивные способности, включая обучение, память, восприятие и решение проблем. Нейрокогнитивные расстройства включают делирий, лёгкие нейрокогнитивные расстройства и серьезные нейрокогнитивные расстройства (ранее известные как деменция). Эти нарушения вызываются приобретённым  дефицитом когнитивных способностей и могут быть связаны с патологией головного мозга.  DSM-5 определяет шесть основных видов когнитивной функции: исполнительную функцию, обучение и память, перцептивно-моторную функцию, язык, комплексное внимание и социальное познание.
Большинство случаев нейрокогнитивных расстройств приходится на болезнь Альцгеймера, однако существуют и другие отклонения, влияющие на психические функции, такие как память, мышление и способность рассуждать, включая лобно-височную дегенерацию, болезнь Гентингтона, деменцию с тельцами Леви, черепно-мозговую травму (ЧМТ), болезнь Паркинсона, прионная болезнь и деменция/нейрокогнитивные проблемы, связанные с ВИЧ-инфекцией. Нейрокогнитивные расстройства диагностируются как легкие и серьезные в зависимости от тяжести их симптомов. Хотя тревожные расстройства, расстройства настроения и психотические расстройства также могут влиять на когнитивные функции и функции памяти, они не классифицируются как нейрокогнитивные расстройства, поскольку потеря когнитивной функции не является первичным (причинным) симптомом. Кроме того, нарушения развития, такие как аутизм, обычно имеют генетическую основу и проявляются при рождении или в раннем возрасте, в отличие от нейрокогнитивных расстройств приобретенной природы.
Различные типы расстройств имеют различные причины, но большинство из них включают повреждение участков мозга, отвечающих за память.  Наиболее распространенными методами лечения являются лекарства и терапия; однако для некоторых типов расстройств, таких как определенные типы амнезии, лечение сводится лишь к устранению симптомов, но  излечение в настоящее время невозможно.

## Классификация
Предыдущее издание Диагностического и статистического руководства по психическим расстройствам (DSM-IV) включало раздел, озаглавленный «Бред, деменция, амнестические и другие когнитивные расстройства», который был изменен в DSM-5 на более широкое «Нейрокогнитивные расстройства». Нейрокогнитивные расстройства описываются как расстройства со «значительным нарушением познания или памяти, которое представляет собой заметное ухудшение по сравнению с предыдущим уровнем функции». Главный принцип, отличающий нейрокогнитивные расстройства от расстройств настроения и других психических состояний, включающих когнитивный компонент (т. е. повышенные провалы в памяти, отмечаемые пациентами с депрессией), заключается в том, что снижение когнитивных функций является «определяющей характеристикой» расстройства.  Кроме того, был добавлен термин «нейрокогнитивный», потому что эти расстройства чаще всего включают изменения/дисфункции нервной физиологии (например, образование амилоидных бляшек при болезни Альцгеймера). Подразделы включают делирий, легкое нейрокогнитивное расстройство и серьезное нейрокогнитивное расстройство.

### Делирий
Делирий — тип нейрокогнитивного расстройства, которое быстро развивается в течение короткого периода времени. Делирий можно описать с помощью многих других терминов, в том числе: энцефалопатия, измененный психический статус, измененный уровень сознания, острое изменение психического статуса и мозговая недостаточность. В DSM-5 это описывается как флуктуирующее острое изменение психического статуса с сопутствующими изменениями в познании, внимании и уровне сознания. Начало делирия может варьировать от минут до часов, а иногда и дней. Однако течение делирия обычно длится от нескольких часов до недель, в зависимости от основной причины. Делирий также может сопровождаться переключением внимания, перепадами настроения, агрессивным или необычным поведением и галлюцинациями. Кроме того, изменения в познании могут затруднить ситуационную осведомленность и обработку новой информации для пациентов. Делирий чаще всего встречается у госпитализированных пациентов, появляясь у 18-35% пациентов, нуждающихся в госпитализации.  Делирий может увеличить риск более длительного пребывания в больнице и риск осложнений на протяжении пребывания в больнице.

### Легкое нейрокогнитивное расстройство
Легкие нейрокогнитивные расстройства, также называемые легкими когнитивными нарушениями (MCI), можно рассматривать как нечто среднее между нормальным старением и серьезными нейрокогнитивными расстройствами. В отличие от делирия легкие нейрокогнитивные расстройства, как правило, развиваются медленно и характеризуются прогрессирующей потерей памяти, которая может прогрессировать или не прогрессировать до серьезного нейрокогнитивного расстройства. Исследования показали, что от 5 до 17% пациентов с легкими когнитивными расстройствами ежегодно прогрессируют до тяжелых нейрокогнитивных расстройств. Вероятность развития легкого нейрокогнитивного расстройства увеличивается с возрастом, затрагивая 10-20% взрослых в возрасте 65 лет и старше. Мужчины также, по-видимому, подвержены более высокому риску развития легкого нейрокогнитивного расстройства. Помимо потери памяти и когнитивных нарушений, другие симптомы включают афазию, апраксию, агнозию, потерю абстрактного мышления, изменения поведения/личности и нарушение суждений.

### Серьезное нейрокогнитивное расстройство
Легкие и серьезные нейрокогнитивные расстройства дифференцируются в зависимости от тяжести их симптомов. Серьезное нейрокогнитивное расстройство,  также известное как слабоумие, характеризуется значительным снижением когнитивных функций и нарушением независимости, в то время как легкое нейрокогнитивное расстройство характеризуется умеренным снижением когнитивных функций и не мешает независимости.  Эти отклонения обычно сопровождаются другой когнитивной дисфункцией. Медленное снижение памяти и когнитивных функций обычно  происходит на протяжении всей жизни.

## Причины
Распространено мнение, что может существовать физиологическая причина, которая делает
некоторых людей более склонными к развитию тревожного расстройства и панических атак, но доказательств этой теории пока не существует.

### Делирий
Есть много причин делирия, и часто есть несколько факторов, которые могут способствовать делирию, особенно в условиях больницы. Общие потенциальные причины делирия включают новые или обострившиеся инфекции (инфекции мочевыводящих путей, пневмонию и сепсис), неврологические травмы/инфекции (. инсульт и менингит), факторы окружающей среды (иммобилизация и лишение сна), прием лекарств/наркотиков (побочные эффекты новых лекарств, лекарственные взаимодействия и употребление/отмена рекреационных наркотиков)

### Легкое и серьезное нейрокогнитивные расстройства
Нейрокогнитивные расстройства и изменения (НИЗ) могут иметь множество причин, как то: наследственность, черепно-мозговая травма, инсульт и проблемы с сердцем. Основными причинами являются нейродегенеративные заболевания, такие как болезнь Альцгеймера, болезнь Паркинсона и болезнь Хантингтона, поскольку они влияют на функции мозга. Другие заболевания и состояния, вызывающие НИЗ, включают сосудистую деменцию, лобно-височную дегенерацию, болезнь с тельцами Леви, прионную болезнь, гидроцефалию с нормальным давлением и деменцию/нейрокогнитивные проблемы, связанные с ВИЧ-инфекцией. Они также могут включать деменцию из-за злоупотребления психоактивными веществами или воздействия токсинов.
Нейрокогнитивные расстройства также могут быть вызваны травмами головного мозга, в том числе сотрясениями и черепно-мозговыми травмами, а также посттравматическим стрессом и алкоголизмом . Это называется амнезией и характеризуется повреждением основных частей мозга, отвечающих за память, таких как гиппокамп. Трудности с запоминанием новых слов называются антероградной амнезией и вызваны повреждением гиппокамповой части мозга, которая отвечает за основные процессы памяти. Ретроградная амнезия также вызывается повреждением гиппокампа.

## Лечение

### Делирий
Главный принцип лечения делирия заключается в выявлении и устранении основной причины. Если у пациента действительно делирий, его симптомы должны начать улучшаться/разрешаться при правильном лечении болезни, интоксикации и т. д.  Лекарства, такие как нейролептики или бензодиазепины, могут помочь уменьшить симптомы в некоторых случаях. В случаях алкогольного опьянения или недоедания рекомендуются добавки витамина B, а в крайних случаях можно использовать аппарат жизнеобеспечения. 

### Легкое и серьезное нейрокогнитивное расстройство
Не существует лекарства от нейрокогнитивного расстройства или болезней, которые его вызывают. Доступны антидепрессанты, нейролептики и другие лекарства, которые помогают замедлить прогрессирование потери памяти и/или поведенческих симптомов.   Для ясного понимания и надлежащего лечения расстройства и для поддержания лучшего качества жизни для всех участников , как правило, необходимы постоянная психотерапия и психосоциальная поддержка пациентов и их семей. Пожилые пациенты с серьезными нейрокогнитивными расстройствами обычно нуждаются в помощи в повседневной деятельности, что приводит к необходимости помещения их в дома престарелых.   
Исследования показывают, что диеты с высоким содержанием омега-3, низким содержанием насыщенных жиров и сахаров, наряду с регулярными физическими упражнениями, могут повысить уровень пластичности мозга . Другие исследования показали, что умственные упражнения, такие как недавно разработанные «компьютерные программы тренировки мозга», также могут помочь построить и поддерживать целевые определенные области мозга. Эти методы показали свою эффективность также для больных шизофрения, а также могут улучшить подвижность интеллекта, способность адаптироваться и справляться с новыми проблемами.